# Paludinella conica
Paludinella conica es una especie de molusco gasterópodo de la familia Hydrobiidae en el orden de los Mesogastropoda.

## Distribución geográfica
Se encuentra en Guam e Islas Marianas del Norte.